# Rejon czaiński
Rejon czaiński (ros. Чаинский район) – jednostka terytorialna w Rosji, w obwodzie tomskim. Centrum administracyjne – osada Podgornoje. 13,4 tys. mieszkańców (2006).